# Liocranum majus
Liocranum majus är en spindelart som beskrevs av Simon 1878. Liocranum majus ingår i släktet Liocranum och familjen månspindlar.
Artens utbredningsområde är Spanien. Inga underarter finns listade i Catalogue of Life.